# Festa Major de la Marina
La Festa Major de la Maria se celebra la segona quinzena de juny al barri de La Marina de Port, al districte de Sants-Montjuïc de Barcelona. La festa major del barri, anomenada popularment «les Bacanals», es fa pels volts de la festivitat de Sant Joan, que és el 24 de juny i dura tres o quatre dies. La gran majoria d'actes es fan al voltant de la plaça de la Marina, un dels centres del barri. La cultura popular hi és present en la gran quantitat d'activitats organitzada per la colla dels Diables del Port, que també s'encarreguen dels gegants de la Marina.

## Actes destacats
- Correfoc. La festa arrenca amb el correfoc, que passa pels carrers de la Marina. L'organitza la colla del barri, els Diables del Port, i sempre compten amb l'acompanyament d'alguna altra colla convidada.[1]
- Cercavila gegantera. El matí de festa major se centra en la cercavila gegantera, presidida per en Magí i la Quimeta, els gegants de la Marina. Tot comença amb una plantada dels gegants i més peces convidades a la plaça de la Marina. A mig matí arrenca una cercavila pels carrers del barri que acaba a la mateixa plaça, amb els balls d'honor dels amfitrions.[1]
- Flama del Canigó. La nit de Sant Joan els Diables del Port s'encarreguen de portar fins al barri el foc de la Flama del Canigó. A la plaça de la Marina, s'hi encén la tradicional foguera i després s'hi fa una revetlla amb ball, coca i cava per a tothom.[1]
- Havaneres i correfoc infantil. La festa se sol acabar el dia de Sant Joan al vespre amb una cantada d'havaneres a la plaça de la Marina. Una mica més tard, hi arrenca el correfoc infantil, organitzat pels Diables del Port.[1]